# Вера и Анфиса на уроке в школе
«Вера и Анфиса на уроке в школе» — советский кукольный мультфильм Валерия Фомина, снятый по заказу Свердловской киностудии по мотивам повести Э. Успенского.

Заключительный фильм трилогии про девочку Веру и её подружку обезьянку Анфису.

## Сюжет
В одном большом городе жила-была девочка Вера. Её мама работала в бухгалтерии, а папа был грузчиком в порту. С этих слов начинается увлекательная история дружбы Веры и Анфисы.
Верин папа принёс домой маленькую обезьянку, и жизнь в семье раз и навсегда изменилась. У родителей появился второй ребёнок — Анфиса, а у Веры — верная подружка и спутница. С ними постоянно случаются разные приключения. Это бывает и печально, и опасно, но всё равно забавно. Однажды учитель биологии попросил Веру привести Анфису в школу, чтобы рассказать школьникам о происхождении человека от обезьян и о различиях между ними. Рассказ был интересный и необычный, понравившийся как учителю, так и одноклассникам Веры.

## Создатели
| Автор сценария         | Эдуард Успенский         |
| Режиссёр               | Валерий Фомин            |
| Художники-постановщики | Валерий Фомин, Н. Павлов |
| Оператор               | Вячеслав Сумин           |
| Мультипликатор         | Татьяна Мухлынина        |
| Композитор             | Григорий Гладков         |
| Звукооператор          | Ольга Матвеева           |
| Монтажёр               | Светлана Тарик           |
| Текст от автора читал  | Олег Басилашвили         |
| Редактор               | И. Богуславский          |
| Директор фильма        | Валентина Хижнякова      |

## Видеоиздания
Мультфильм неоднократно издавался на DVD в сборниках мультфильмов, например: «Про Веру и Анфису»